# Eyes Watching God
Albums de Reks
Revolution Cocktail
(2013) The Greatest X
(2016)
Eyes Watching God est le neuvième album studio de Reks, sorti le 15 juillet 2014.

## Liste des titres
| No  | Titre                                              | Contient un (des) sample(s) de                                       | Durée |
| --- | -------------------------------------------------- | -------------------------------------------------------------------- | ----- |
| 1.  | Eyes Intro                                         |                                                                      | 1:54  |
| 2.  | Garvey (featuring N.O.R.E et Saigon)               | Here We Go (Live at the Funhouse) de Run–DMC                         | 3:34  |
| 3.  | Free Minds (featuring Ezdread)                     |                                                                      | 3:57  |
| 4.  | Eye 2 Eye (featuring Venessa Renee)                |                                                                      | 3:40  |
| 5.  | Martyrs (Steve Biko)                               |                                                                      | 4:26  |
| 6.  | I, Visionary (featuring Termanology)               |                                                                      | 3:54  |
| 7.  | Lesser God (featuring Ming)                        |                                                                      | 3:16  |
| 8.  | Hold Your Applause                                 |                                                                      | 3:27  |
| 9.  | Unholy (featuring Fredro Starr et Ruste Juxx)      | U Don't Know de Jay-Z SlaughtaHouse de Masta Ace Incorporated        | 4:00  |
| 10. | Hop out Boyz                                       | Wanksta de 50 Cent Sound of da Police de KRS-One                     | 3:18  |
| 11. | Poison (featuring Dutch Rebelle)                   | You Make Me Feel d'Archive                                           | 3:35  |
| 12. | Snakes                                             |                                                                      | 3:53  |
| 13. | So Much (featuring Knowledge Medina)               |                                                                      | 3:43  |
| 14. | Devils Clutches                                    | One Love de Nas featuring Q-Tip It's Mine de Mobb Deep featuring Nas | 3:59  |
| 15. | 54                                                 |                                                                      | 2:43  |
| 16. | My Arena (featuring Cityboy Dee)                   |                                                                      | 3:52  |
| 17. | Jon Doe Flow (featuring Termanology et Ea$y Money) |                                                                      | 4:46  |

| 18. | Sick and Tired                                           | 2:56 |
| 19. | Fear of God (featuring Knowledge Medina et High Collide) | 3:59 |